# Emley
Emley är en by i civil parish Denby Dale, i distriktet Kirklees, i grevskapet West Yorkshire, i England. Byn är belägen 21,3 km från Leeds. Orten har 1 525 invånare (2016). Emley var en civil parish fram till 1974 när blev den en del av Denby Dale. Civil parish hade 1 410 invånare år 1951. Byn nämndes i Domedagsboken (Domesday Book) år 1086, och kallades då Amelai/Ameleie.